# Zangvogelsport
Zangvogelsport is een sportvorm die ter ontspanning of in wedstrijdverband wordt beoefend met zangvogels.
De zangvogelsport zoals die traditioneel in Nederland wordt beoefend is anders dan in Suriname, waar de sport een lange traditie heeft en grote populariteit kent. In Nederland gaan wedstrijden ten minste terug tot 1913, toen er in Tilburg een wedstrijd met kanaries werd gehouden.

## Surinaamse zangvogelsport

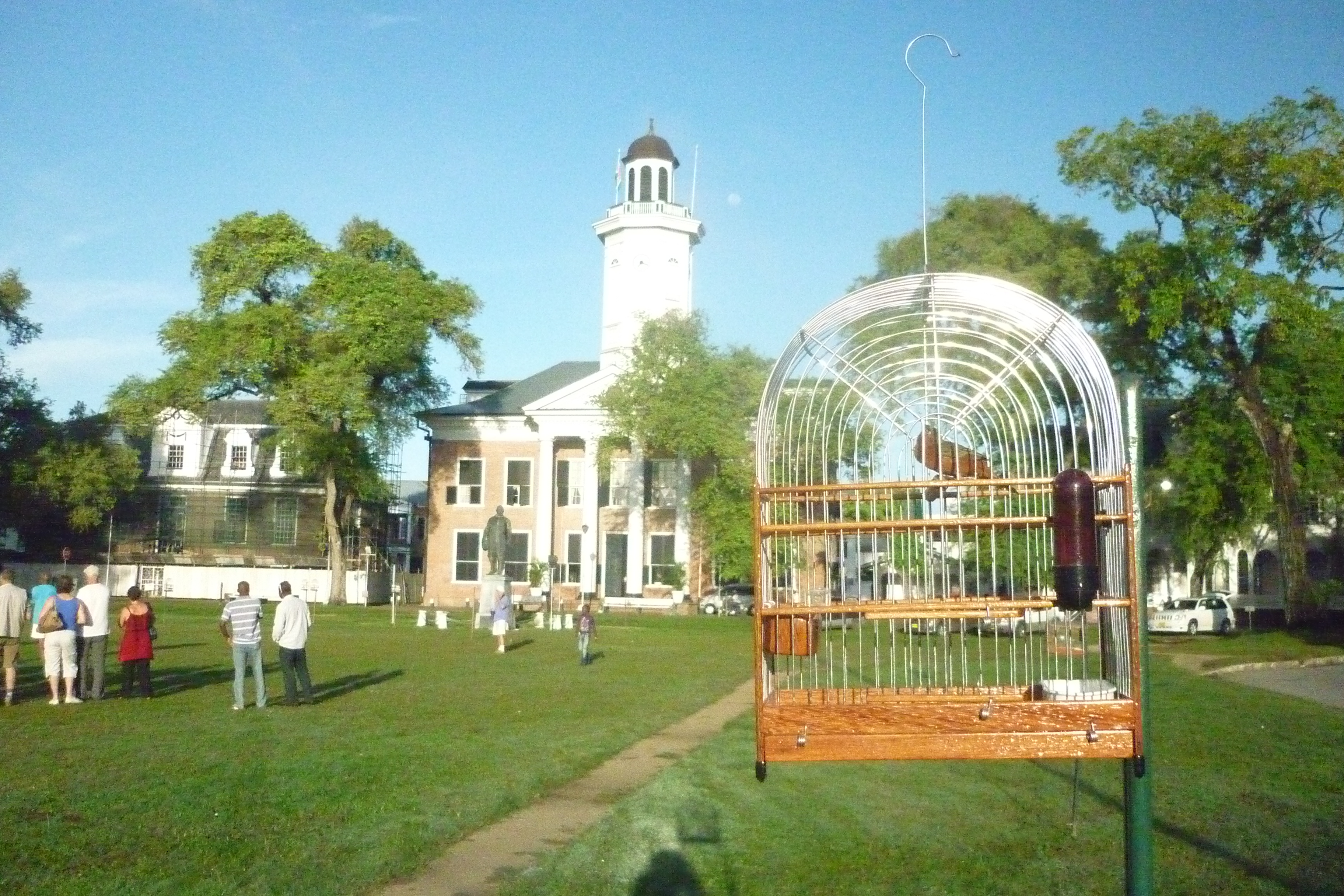
Kooi op een trot,
Onafhankelijkheidsplein in Paramaribo 2011

Zangvogelsport is een nationale sport in Suriname. Doordat Surinamers naar Nederland verhuisden, is dit ook de variant die sindsdien in Nederland gangbaar is. In de jaren 2010 namen meer dan dertig verenigingen aan wedstrijden op het Onafhankelijkheidsplein in Paramaribo. In Suriname zijn verenigingen ondergebracht in de Surinaamse Zangvogel Bond. De bond werkt samen met zangvogelverenigingen in Amsterdam en Rotterdam.
In de variant uit Suriname nemen zangvogels het ongeveer vijftien minuten lang tegen elkaar op en winnen ze op basis van het aantal slagen. Wedstrijden worden gehouden in een vierkante wedplaats van zes meter breed en lang. De vogelkooien worden op ongeveer een halve meter afstand van elkaar aan een 'trot' (paal) van circa anderhalf meter hoog gehangen.

## Video
- Bureau Zip, Macho's, een zomer op het Parmentierplein, 14 januari 2014